# Дупликация
Дупликация (лат. duplicatio — удвоение) — разновидность хромосомных перестроек, при которой участок хромосомы оказывается удвоенным. Может произойти в результате неравного кроссинговера, ошибки при гомологичной рекомбинации, ретротранспозиции.
Дупликации могут происходить в пределах одной и той же хромосомы или возникать в результате переноса копии участка хромосомы на другую хромосому (транспозиции). Повторы, возникшие в одной хромосоме, могут располагаться в виде прямых или инвертированных тандемных повторов.
Известны случаи многократных повторений участка хромосомы, называемых амплификацией.
В эволюции в результате дупликаций может происходить образование повторяющихся нуклеотидных последовательностей, кластеров генов и мультигенных семейств.
При дупликации гена вторая копия гена часто не подвергается давлению селекции — так, мутация одной из копий гена не несёт вреда организму. Следовательно, копии накапливают мутации быстрее, чем гены, существующие в одном экземпляре.
Дупликация является противоположностью делеции генов.